# فيصل بن لبده

## الحياة العامة
الفريق اول هو الابن الثاني لشيخ شمل قبائل آل سعد، من قبيلة قحطان، الشيخ عبد العزيز بن قنيفذ بن لبده الذي كانت له مواقف مع جيش الملك عبد العزيز حيث قاد فرسان قبيلة آل سعد في مشاركاته مع جيش الملك عبدالعزيز ومن أبرزها معركة الجنوب بقيادة الأمير فيصل بن سعد بن عبدالرحمن وكذلك معركة تربة التي أصيب فيها بطلق ناري ومعركة الأحساء وفتح الطائف ومعركة ابرق الرغامة .
واليوم يسير معالي الفريق على نهج والده في الوفاء والإخلاص للملك سلمان بن عبدالعزيز وولي عهده الأمين الأمير محمد بن سلمان ضمن قوات الجيش السعودي،

## احداث مكة المكرمة
أولاً/ اقتحام الحرم المكي من قبل الارهابيين المتطرفين
شارك الفريق بن لبدة في العديد من المهام، ومنها حادثة الحرم المكي 1979 حين اقتحم الحرم عدد كبير من الارهابين المتطرفين واعتصموا بداخله فقد كان حينها مساعداً لقائد كتيبة الامن الخاص يرتبة نقيب واستطاع هو وعدد من الجنود اقتحام الحرم عن طريق احدى المنارة .بعد ان تم تحيد القناصة تسلق النقيب بن لبده والجنود الذين معه المنارة واستطاعوا تطهير السطح المجاور لها تزامننا مع اقتحام الجيش عبر البوابات الرئيسية مما شتت تركيز الارهابين وأجبرهم على التراجع إلى داخل القبو التابع لبئر زمزم وبفضل الله وقيادتنا الرشيدة التى كانت متابعة للأحداث ومتواجدة في أرض الميدان تم اتخاذ القرارات الصحيحة واستطاع أبطالنا تحرير الحرم المكي الشريف من الارهابين.
ثانياً/ أعمال الحرس الثوري التخريبية.
وفي عام 1407هـ الموافق 1987م، قام الحرس الثوري الإيراني بالتخطيط والتنظيم لمظاهرات ومسيرات للحجاج الإيرانيين وتشكيل مسيرة صاخبة أشاعت الفوضى والاضطراب بين حجاج بيت الله الذين أتوا من مختلف أنحاء العالم الإسلامي وغير الإسلامي ويقدر عددهم بنحو 2.1 مليون حاج وكان هدفهم من ذلك هو الحصول على الحجر الشريف والذهاب به إلى قم الايرانية حسب اعترافات العديد من المتظاهرين..
ولكن تصدت قوات الأمن السعودية التي كانت تراقب الموقف وتتحلى بضبط النفس وتقف على جانبي طريق المسيرة حاولت منع المواطنين وبقية الحجاج من الاصطدام بالإيرانيين المتظاهرين حرصا على سلامتهم ودرءً للشرور، فما كان من المتظاهرين إلا أن هاجموا رجال الأمن بالاسلحة البيضاء (سكاكين وسواطير) واعتدوا عليهم واخترقوا الخط الاول للأمن الداخلي مما اصاب بعض رجال الامن بإصابات بالغه وخطيرة أدت لوفاة بعضهم في الحال.
وعند ما شاهد المقدم فيصل بن لبده في ذالك الوقت هذا الاختراق قرر بان يكون هناك تدخل فوري وطلب من القيادة العسكرية الإذن بالتدخل ولكن لسرعة الإحداث على أرض الميدان وبدأو بمحاولة السيطرة على أسلحة القوات المتواجدة في أرض الميدان بعد ان اشتبك مع احد قادة المظاهرة أطلق عليه النار من سلاحه المسدس و أصدر الأوامر باستخدام السلاح وإطلاق النار على المعتدين وليس على العزل التصدي للمسيرة فورا وفضها وتمكن رجال الامن البواسل من التقيد الأوامر والتصدي للحرس الثوري الإيراني.

## خدمته العسكرية
التحق بدورة الضباط المرشحين الثالثة في العام ١٣٨٦هـ وتخرج من الدورة بتاريخ١٣٩٠هـ برتبة ملازم، و تم تعيينه بالفرقة السابعة في مدينة عرعر ومن ثم انتقل إلى سرية التدريب الخاص بالرياض والتي مرت بمراحل تطور من سرية إلى كتيبة حتى أصبحت لواء الأمن الخاص الأول ثم انتقل مستشاراً لوزير الحرس الوطني ورئيس لجنة الضباط العليا وبعدها عين مستشاراً بالديوان الملكي.
ومن أبرز الاوسمة والانواط التي حصلت عليها خلال خدمته وسام الملك ( عبد العزيز ) من الدرجة الاولى ووسام الملك ( فيصل ) من الدرجة الثانية.
كما حصل معالي الفريق خلال خدمته العسكرية على الأنواط التالية:
- نوط الاتقان.
- نوط الامن.
- نوط القيادة.
- نوط الادارة.
- نوط الشجاعة.
- نوط المعركة.
- نوط الحرم.
- نوط الكويت.
- نوط الاقدام .
- نوط المئوية.
- نوط الخدمة للمرة الاولي.
- نوط الخدمة للمرة الثانية.

وحصل على العديد من الدورات العسكرية والأكاديمية الداخلية والخارجية ومن أبرز الدورات التي حصلت عليه دورة اللغة الإنجليزية في ( المملكة المتحدة ) ودورة الصاعقة في القاعدة البريطانية للقوات الخاصة خلال العامين (1394-1395هـ).
تدرج الفريق أول فيصل بن لبده في الرتب العسكرية إلى أن وصل لرتبة فريق أول وشغل خلال ذلك العديد من المناصب في الحرس الوطني السعودي، كقائد لكتيبة الامن الخاص المشهورة بـ (كتيبة ابن لبده) وقائد للواء الامن الخاص ومستشار لوزير الحرس الوطني ورئيساً للجنة الضباط العليا وكان قد رقى من رتبة لواء إلى رتبه فريق في 11 محرم 1428 هـ الموافق 30 يناير 2007م. ثم رقي إلى رتبة فريق أول في02 مارس 2016، ليعين بعدها مستشاراً بالديوان الملكي.

## وصلات خارجية
- الفريق فيصل بن لبده عسكري شهير خالف الأوامر العسكرية في مكة
- أمر ملكي: يعين / فيصل بن عبدالعزيز بن لبده مستشاراً بالديوان الملكي برتبة فريق أول